# Trần Thị Trung Chiến
Trần Thị Trung Chiến (sinh ngày 16 tháng 1 năm 1946), Quê quán: Xã Phú An Hòa, huyện Châu Thành, tỉnh Bến Tre; và giữ chức vụ chủ tịch Hội phòng chống HIV/AIDS bà cũng là nguyên Ủy viên Trung ương Đảng, nguyên Bộ trưởng Bộ Y tế của Việt Nam, người kế nhiệm bà giữ chức Bộ trưởng Bộ Y tế là ông Nguyễn Quốc Triệu.
Bà là ủy viên Ban Chấp hành Trung ương Đảng Cộng sản Việt Nam khoá VIII và khóa IX, đại biểu Quốc hội khóa XI Tháng 5 năm 1992, bà được bổ nhiệm làm Thứ trưởng Bộ Y tế, làm Phó Chủ nhiệm 2 Ủy ban là Ủy ban Quốc gia Dân số - Kế hoạch hóa gia đình và Ủy ban Bảo vệ chăm sóc trẻ em.
Bà được bổ túc tiếng Anh 1 năm tại Úc và hoàn thành luận án tiến sĩ y khoa tại Thành phố Hồ Chí Minh năm 1996 .
Bà đã đảm nhiệm nhiều cương vị khác nhau như: Bộ trưởng, Chủ nhiệm Ủy ban Quốc gia Dân số - Kế hoạch hóa gia đình; ngày 1 tháng 10 năm 1997, bà là đại biểu quốc hội khoá XI rồi được bổ nhiệm làm Bộ trưởng Bộ Y tế ngày 14/8/2002 và là Ủy viên Ban chấp hành Trung ương Đảng khóa VIII và khóa IX).
- Ngày 1 tháng 8,2007: Bà được bầu làm Chủ tịch Hội phòng chống HIV/AIDS.

Bà đã nhận được Giải thưởng của Liên hiệp quốc về Dân số năm 1999.